# ميكي شامبيون
ميكي شامبيون (بالإنجليزية: Mickey Champion)‏ هي مغنية أمريكية، ولدت في 9 أبريل 1925 في ليك تشارلز في الولايات المتحدة، وتوفيت في 24 نوفمبر 2014.

## وصلات خارجية
- ميكي شامبيون على موقع IMDb (الإنجليزية)
- ميكي شامبيون على موقع ميوزك برينز (الإنجليزية)
- ميكي شامبيون على موقع أول ميوزيك (الإنجليزية)
- ميكي شامبيون على موقع ديسكوغز (الإنجليزية)